# Partito Operaio Comunista
Il Partito Operaio Comunista era un gruppo di tendenze trotzkiste, nato nel gennaio-febbraio 1945 dalla fusione di alcuni nuclei politici. All'interno del nuovo partito si incontravano due diversi schieramenti che a seguito di riunioni e discussioni erano arrivati alla formazione del POC.

## Storia
Il primo era diretto da Romeo Mangano, un ex dirigente del PCd'I in Puglia. Quando si erano interrotti i rapporti con il resto del paese, Mangano aveva continuato a militare nella Federazione pugliese, che aveva mantenuto l'originario indirizzo politico di tendenza bordighista. Il gruppo non era al corrente della fondazione della IV Internazionale e, riprendendo le linee fondamentali della vecchia sinistra italiana, si pronunciava per la formazione della IV Internazionale. L'altra corrente era guidata da Nicola Di Bartolomeo (Fosco), un trotzkista di vecchia data che aveva militato anche nella Frazione di sinistra del PCd'I fino al 1931. Egli svolse la sua attività come "entrista" all'interno del PSI, in seguito andò all'estero, in Francia, Gran Bretagna, Olanda, Belgio e in Spagna. Arrestato in Francia, fu consegnato ai fascisti italiani e confinato nelle isole Tremiti, dove iniziò a costituire un nucleo trotzkista. Liberato nel 1943, aveva costituito con Bruno Nardini e Leonardo Iannaccone, il Centro Provinciale Nazionale per la costruzione del Partito Comunista Internazionalista (IV Internazionale). In seguito stabilì contatti con il gruppo di Mangano in Puglia, aiutato anche da elementi trotzkisti arruolati nell'esercito alleato. Charles Van Gelderen, membro del Revolutionary Communist Party (RCP) britannico, aiutò Di Bartolomeo ad attraversare la zona di occupazione angloamericana per arrivare fino in Puglia. Le origini diverse delle due correnti e la mancanza di una chiarificazione sull'impostazione politica diedero delle basi quanto mai fragili al nuovo partito. Sull'organo del POC L'Internazionale – Organo bolscevico-leninista per la costruzione del Partito Operaio Comunista della IV Internazionale, che iniziò ad uscire il 5 agosto 1944, venivano pubblicati articoli che riflettevano la stessa diversità di impostazione. L'ala di Mangano, rifacendosi alle posizioni della sinistra del PCd'I, accettava solo i primi due congressi dell'IC e osteggiava ogni coalizione con gli altri partiti borghesi. Identificava fascismo e democrazia, come diversi modi del dominio borghese e sosteneva che l'antifascismo "in nome della libertà democratica, mira allo stesso fine del fascismo: immobilizzare la classe lavoratrice". L'antifascismo era ritenuto un'arma della borghesia per operare il passaggio dal fascismo alla democrazia. Mangano era segretario della Camera del Lavoro di Foggia, schierata al fianco della CGL rossa, e rifiutava ogni proposta di fusione con la CGIL. Questo gli valse dure accuse da parte del PCI, anche quella di essere "confidente dell'OVRA". Di Bartolomeo sosteneva invece posizione trotzkiste: riconosceva i primi quattro congressi dell'IC, considerava i partiti della tradizione socialista partiti operai degenerati, come pure "stato operaio degenerato" era per lui l'URSS (che Mangano collocava nel campo capitalista) rifiutando di schierarsi con uno o l'altro dei blocchi: "Né con Mosca, né con Washington". Di Bartolomeo, che già aveva praticato in precedenza l'"entrismo" nel PSI, continuò anche in seguito questa pratica. Egli era ottimista sui possibili sviluppi della situazione. Svolgeva attività sindacale nella CGL e quando fu formata la CGIL e stipulato il patto di Roma, egli propose di agire anche al suo interno, per far leva sulle masse e non restare isolati. La divergenza sui punti nodali dell'impostazione politica all'interno del POC durò fino al 1948, quando esso fu espulso, al II congresso mondiale della IV Internazionale. Di Bartolomeo era morto il 10 gennaio 1946, subito dopo il POC iniziò la sua disgregazione. Il gruppo diretto da Mangano continuò a sussistere fino agli anni cinquanta. Un altro gruppo, su posizione più a destra, formò i Gruppi Comunisti Rivoluzionari insieme al Movimento Socialista di Unità Proletaria diretto da Livio Maitan.